# Rosie Clarke
 (juillet 2025).
Motif : Absence de sources
- Archive Wikiwix
- Bing
- Cairn
- DuckDuckGo
- E. Universalis
- Gallica
- Google
- G. Books
- G. News
- G. Scholar
- Persée
- Qwant
- (zh) Baidu
- (ru) Yandex
- (wd) trouver des œuvres sur Wikidata

| 1. | Préciser le motif de la pose du bandeau. | Précisez le motif de la pose du bandeau en utilisant la syntaxe suivante : {{admissibilité à vérifier\|date=juillet 2025\|motif=remplacez ce texte par le motif}}                 |
| 2. | Informer les utilisateurs concernés.     | Pensez à avertir le créateur de l'article, par exemple, en insérant le code ci-dessous sur sa page de discussion : {{subst:avertissement admissibilité à vérifier\|Rosie Clarke}} |

Rosie Clarke est un personnage de la série de romans Henderson's Boys de Robert Muchamore.

## Jeunesse
La mère de Rosie et Paul mourra d'un cancer où ils furent élevés à Paris. Quand les Allemands débarquent à Paris ils sont pourchassés par des nazis où leur père mourra d'un éclat d'obus à Tours.

## Enseignement et Personnalité
Rosie est très douée pour coder et décoder des messages radiographiques. Elle déteste ne pas pouvoir faire quelque chose sous prétexte qu'elle est une fille.

## Mort
Elle mourut d'une balle dans la tête le 5 juin 1944 à côté de Beauvais par le commandant Robert.